# 정읍 한정
한정은 대한민국 전북특별자치도 정읍시 칠보면 무성리에 있다. 2005년 11월 9일 정읍시의 향토문화유산 제1호로 지정되었다.

## 개요
조선 중종때 김약회가 태학관에 있다가 사화로 세상이 어지러워지자 고향으로 내려와 지은 정자이다. 정유재란때 병화로 불에 탔는데 1920년 후손이 다시 지었다.